# Die schlesischen Weber
Das Gedicht Die schlesischen Weber (auch Weberlied) von Heinrich Heine ist beispielhaft für die politische Lyrik des Vormärz. Sie handelt vom Elend der Weber, die 1844 in Schlesien einen Aufstand gegen Ausbeutung und Lohnverfall wagten und damit auf die infolge der einsetzenden Industrialisierung entstandene soziale Frage aufmerksam machten.

## Entstehung und Reaktionen

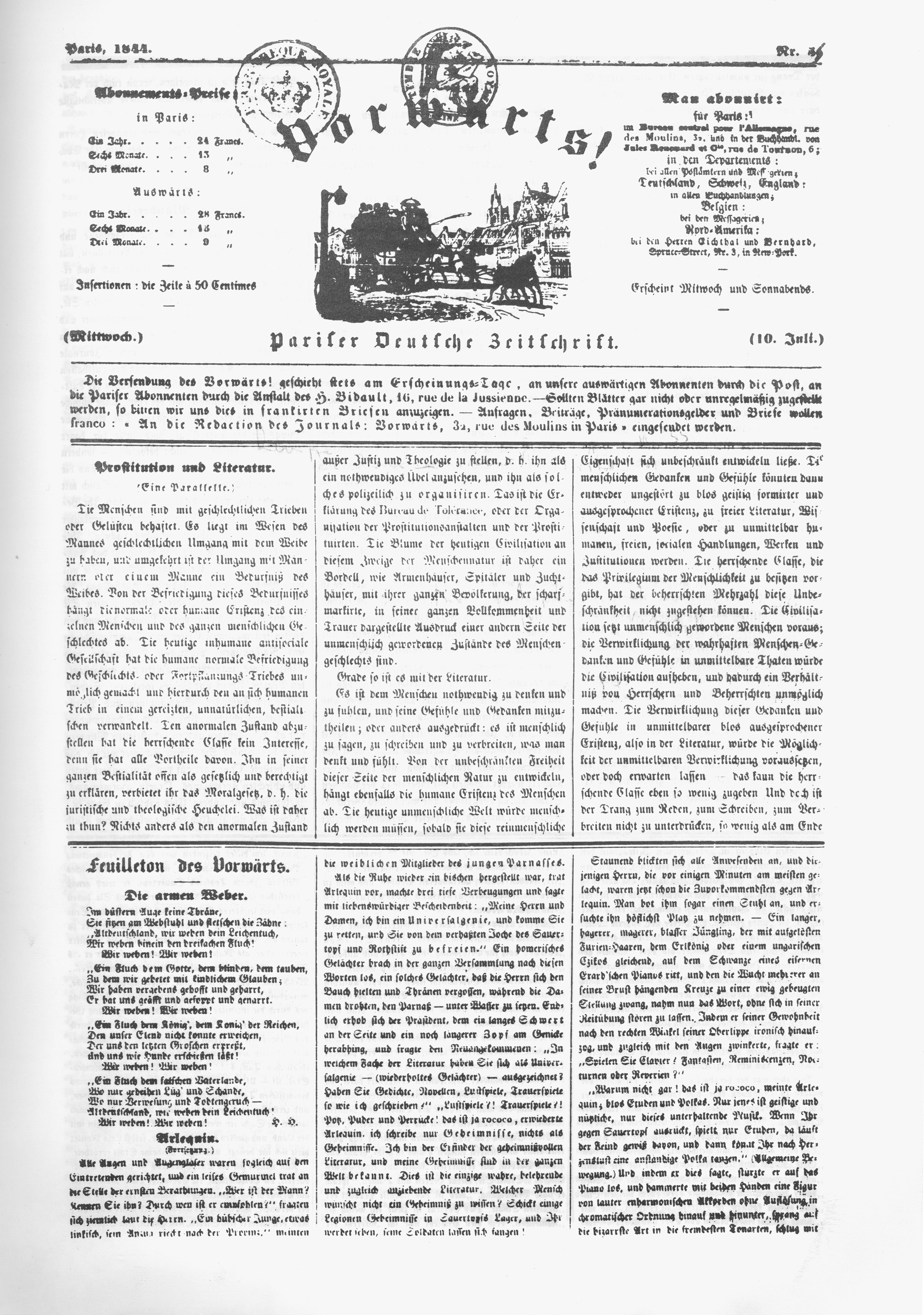
Titelblatt des Vorwärts! vom 10. Juli 1844

Das Gedicht wurde unter dem Titel „Die armen Weber“ am 10. Juli 1844 in Karl Marx’ Vorwärts! erstmals veröffentlicht und als Flugblatt in einer Auflage von 50.000 Stück in den Aufstandsgebieten verteilt. Spätestens ab 1846 trug es in Flugblättern den heutigen Namen „Die schlesischen Weber“.
Das Königlich-Preußische Kammergericht verbot das Gedicht wegen „seines aufrührerischen Tones“. In Berlin wurde 1846 ein Rezitator, der es trotzdem gewagt hatte, es öffentlich vorzutragen, zu einer Gefängnisstrafe verurteilt.

## Text
Im düstern Auge keine Thräne,

Sie sitzen am Webstuhl und fletschen die Zähne:

Deutschland, wir weben Dein Leichentuch,

Wir weben hinein den dreifachen Fluch –

     Wir weben, wir weben!

Ein Fluch dem Gotte, zu dem wir gebeten

In Winterskälte und Hungersnöthen;

Wir haben vergebens gehofft und geharrt,

Er hat uns geäfft und gefoppt und genarrt –

     Wir weben, wir weben!

Ein Fluch dem König, dem König der Reichen,

Den unser Elend nicht konnte erweichen,

Der den letzten Groschen von uns erpreßt,

Und uns wie Hunde erschießen läßt –

     Wir weben, wir weben!

Ein Fluch dem falschen Vaterlande,

Wo nur gedeihen Schmach und Schande,

Wo jede Blume früh geknickt,

Wo Fäulniß und Moder den Wurm erquickt –

     Wir weben, wir weben!

Das Schiffchen fliegt, der Webstuhl kracht,

Wir weben emsig Tag und Nacht –

Altdeutschland, wir weben Dein Leichentuch,

Wir weben hinein den dreifachen Fluch,

     Wir weben, wir weben!

## Interpretation
Anders als viele Gedichte dieser Zeit beklagt das Weberlied nicht nur die Ausbeutung durch die Fabrikbesitzer, sondern wendet sich auch an Autoritäten, kritisiert allgemeine politische Umstände und drängt auf Veränderung.
In den drei Binnenstrophen werden nacheinander Gott, der König und das Vaterland angeklagt. Die Weber sind sehr enttäuscht, dass sie trotz verzweifelter Bitten keinen Beistand von Seiten Gottes erfahren haben. Der König wird beschuldigt, statt sich des Leides der Arbeiter anzunehmen, die Reichen zu unterstützen und gegen Protestierende mit roher Gewalt vorzugehen.
In den Rahmenstrophen wird deutlich, dass die Weber bereit sind, selbstbewusst für ihre Interessen einzutreten und beharrlich an einer grundlegenden Veränderung Deutschlands arbeiten. Dieser Eindruck wird durch den Refrain „Wir weben, wir weben!“ verstärkt.
Das Gedicht zeigt, dass Heine die Anliegen der Arbeiter im 19. Jahrhundert für berechtigt hält und vor allem das politische System für ihre Misere verantwortlich macht. Die Märzrevolution von 1848 bestätigt seine Einschätzung, dass eine tiefgreifende Veränderung Deutschlands bevorsteht.
Die schlesischen Weber ist das bekannteste Beispiel für die vielfältige zeitgenössische literarische Auseinandersetzung mit dem Weberaufstand 1844, der das öffentliche Bewusstsein für die soziale Frage weckte.

## Rezeption
Das Gedicht Die schlesischen Weber wurde zudem von einigen Musikinterpreten vertont, darunter der Folkband Liederjan auf ihrem Album „Mädchen, Meister, Mönche“; diese Vertonung gehört heute zu den am weitesten verbreiteten Liedern in Pfadfinder- und bündischen Gruppen. Weitere Interpretationen stammen von der Folkband Bergfolk, der Folkpunkband Die Schnitter, der Gothic-Metal-Band Leichenwetter, der Deutschpunkband Kapitulation B.o.N.n. auf dem Album „Feuer!“, der Oi-Punk-Band KandesBunzler und der Düsseldorfer Punkrockband Die Schwarzen Schafe sowie der deutschen Folk-Metalband Vogelfrey auf ihrem Debütalbum „Wiegenfest“ und David Julian Kirchner auf seiner Album „IG POP“. Die deutsche Metalcore-Band Heaven Shall Burn ließ sich von diesem Gedicht zum Titel ihres Albums „Deaf to our prayers“ inspirieren.
Im Rahmen der 2. Station des sozialhistorischen Werkes Proletenpassion der österreichischen Schmetterlinge, „Die Revolution der Bürger“, wird das Gedicht leicht verändert vertont. Zwar gehört es nicht zu der Thematik der Französischen Revolution, die hier vorwiegt, und auch nicht ganz zur bürgerlichen Wirtschaftsordnung, sondern ist eher auf Deutschland bezogen, aber es schließt den Beginn der Industrialisierung, die doch z. T. angesprochen wird, ab.
Der deutsche Autor und Musiker Achim Amme bezieht sich in seinen Szenen aus Kolumbien vom Album Goldrichtig – 50 Jahre SongReiten eindeutig auf Heines Gedicht.

## Forschungsliteratur, Interpretationen
- Lutz Kroneberg, Rolf Schloesser: Weberrevolte 1844. Der schlesische Weberaufstand im Spiegel der zeitgenössischen Publizistik und Literatur. Mit einem Geleitwort von Bernt Engelmann. Köln 1979.
- Gerhard Höhn: Heine-Handbuch. Zeit, Person, Werk. Stuttgart 1987. S. 92–95.
- Renate Stauf: Wo jede Blume früh geknickt. In: Bernd Kortländer (Hrsg.): Gedichte von Heinrich Heine. Interpretationen. Stuttgart 1995. S. 144–166.
- Theo Buck: Streifzüge durch die Poesie. Von Klopstock bis Celan. Gedichte und Interpretationen. Köln [u. a.] 2010. S. 146–159.